# Contrada de Simone
Contrada de Simone è un centro abitato di 34 abitanti, frazione di Ficarazzi, comune italiano della provincia di Palermo in Sicilia.
Posto in contiguità con il centro abitato di Portella di Mare, sorge al confine coi territori di Misilmeri e Villabate.

## Monumenti e luoghi d'interesse

### Architetture religiose
- Cappella di Villa Merlo.

### Architetture civili
- Villa Merlo: edificio di costruzione settecentesca, fu utilizzata come residenza estiva del conte Giuseppe Merlo. Presenta la forma classica dei bagli siciliani. È di proprietà del comune di Ficarazzi a seguito della firma di un accordo tra il sindaco Giuseppe Cannizzaro e il rappresentante della famiglia Aiello (proprietaria della villa negli anni ottanta). La villa ospita mostre ed eventi di varia natura legati alle tradizioni del paese o alle festività in corso.

## Infrastrutture e trasporti

### Strade
Il territorio di Contrada de Simone è attraversato dall'autostrada A19 "Palermo-Catania".